# معین‌الدین انر
معین‌الدین انر (به انگلیسی: Mu'in ad-Din Unur)، اتابک و امیر دمشق تا سال ۱۱۴۹ میلادی بود.

## ابتدای زندگانی
معین‌الدین انر یکی از ممالیک در ارتش ظاهرالدین طغتکین، مؤسس خاندان بوری دمشق بود. زمانی که عمادالدین زنگی، امیر حلب، دمشق را در سال ۱۱۳۵ محاصره کرد، انر فرمانده نیروهای مدافع شهر بود. پس از ترک محاصره دمشق، شهاب‌الدین محمود پس از قتل برادرش کنترل دمشق را دست گرفت. با محاصره حمص توسط امیر زنگی، شهاب‌الدین معین‌الدین را به امارت حمص منصوب کرد. در سال ۱۱۳۸، شهاب‌الدین، انر را به عنوان امیر دمشق منصوب کرد. در این زمان مذاکره میان عمادالدین زنگی و شهاب‌الدین آغاز شد و مقرر شد حمص به زنگی داده شود و در عوض عمادالدین با مادر شهاب ازدواج کند. با این حال معین‌الدین در عوض حمص، قلعه بعرین را به زنگیان داد.
در سال ۱۱۳۹، شهاب‌الدین به قتل رسید تا جمال‌الدین، امیر بعلبک به عنوان جانشین وی انتخاب شود. در غیاب وی نیز، معین‌الدین کنترل بعلبک را نیز به‌دست گرفت. در این زمان زنگیان بعلبک را محاصره کرده و توانستند با کمک ۱۴ منجنیق شهر را مسخر کنند.

## امیر دمشق
در سال ۱۱۴۰ جمال‌الدین درگذشت و معین‌الدین به عنوان نایب پسرش، مجیرالدین، حکومت خود را ادامه داد. در این سال، معین‌الدین، بانیاس را به کمک پادشاه اورشلیم، فولک و شاهزاده انطاکیه، ریمون محاصره کرد؛ معین‌الدین برای مخارج ارتش صلیبیون پرداخت ۲۰ هزار سکه طلا به صورت ماهیانه را پیشنهاد کرده بود. پس از فتح بانیاس، معین‌الدین این شهر رابه پادشاه اورشلیم اعطا کرد و سپس به دمشق بازگشت. ر سال ۱۱۴۰، معین‌الدین انر برای جلب حمایت و کمک برای مقابله با خطر عمادالدین زنگی که درصدد فتح دمشق بود، به اورشلیم رفت و با فولک پادشاه اورشلیم دیدار کرد. در این سفر اسامة بن منقذ وی را همراهی می‌کرد.
با مرگ فولک در سال ۱۱۴۳ و قتل زنگی در سال ۱۱۴۶، قلمرو زنگیان بین نورالدین و سیف‌الدین تقسیم شد. معین‌الدین با آگاهی از این شرایط بعلبک را محاصره و نجم‌الدین ایوب، پدر صلاح‌الدین ایوبی، شهر را به وی تسلیم کرد. وی همچنین کنترل حمص و حمات را در دست گرفت و یارانکاش یا یرنقش، قاتل عمادالدین، را به نورالدین تحویل داد.
معین‌الدین همیشه نسبت قدرت و سیاسیت توسعه‌طلبانه نورالدین مشکوک بود با این حال همیشه درصدد برقرار روابط دوستانه با همسایگانش، چه مسلمان چه مسیحی، بود. در سال ۱۱۴۷ معین‌الدین با نورالدین صلحی برقرار کرد که طبق آن نورالدین با دختر معین‌الدین ازدواج می‌کرد. وی پس از صلح با حلب، پس از آن که امیر بصری، آلتونتاش با پادشاهی اورشلیم علیه او متحد شد، صلخد و بصری را محاصره کرد. این اتفاق منجر به شکسته‌شدن اتحاد دمشق با اورشلیم شد و معین‌الدین را واداشت برای مقابله با صلیبیون و آلتونتاش از نورالدین کمک بخواهد. با دخالت نورالدین نیروهای صلیبی عقب نشستند تا صلخد و بصری تسلیم معین‌الدین شوند. در اوت ۱۱۴۷ معین‌الدین انر رسماً از جانب خلیفه عباسی و همچنین خلیفه فاطمی به عنوان امیر و حاکم دمشق به رسمیت شناخته شد.

## جنگ صلیبی دوم
در سال ۱۱۴۸، خبر آغاز جنگ صلیبی جدید به دمشق رسید که در پاسخ به تصرف ادسا در سال ۱۱۴۵ توسط زنگیان آغاز شده بود. معین‌الدین انر خود را برای محاصره حتمی الوقوع آماده کرد با این حال امید داشت که متحدین سابقش هدفی جز دمشق داشته باشند. با این حال پس از رسیدن نیروهای جدید صلیبی و برگزاری شورای عکا، تصمیم گرفته شد که نیروهای صلیبی به دمشق حمله کنند. با حرکت نیروها به سمت دمشق، معین‌الدین از نورالدین زنگی و سیف‌الدین غازی با اکراه کمک خواست. با این حال با وجود برتری عددی و تجهیزاتی صلیبیون، ارتش صلیبی پس از ۴ روز محاصره و جنگ به سمت اورشلیم عقب نشست.
در سال ۱۱۴۹ معین‌الدین حملاتی به قلمروی صلیبیون برای جبران حملات آنها پس از محاصره دمشق ترتیب داد. پس از آن با ترک مخاصمه با پادشاهی اورشلیم به مدت سه سال موافقت کرد. پس از آن نورالدین را در نبرد با شاهزاده‌نشین انطاکیه همراهی کرد؛ در حالی معین‌الدین در حران بود، نورالدین ارتش انطاکیه و ریمون را در نبرد اناب درهم شکست.

## مرگ
با وجود پیروزی درخشان معین‌الدین انر در دمشق، وی یک سال پس از پیروزی درخشانش درگذشت. به روایت ابن قلانسی، «یک روز که بنا به عادتش پرخوری کرده بود، دچار کسالت می‌شود. معلوم می‌شود که به اسهال مبتلا شده‌است. … بیماری مهلکی که به‌ندرت از آن رهایی می‌یابند.» پس از مرگ معین‌الدین انر، شخص جوانی به نام اَبَک، از نوادگان طغتکین، کنترل شهر را در دست می‌گیرد.